# Économie de la Vienne

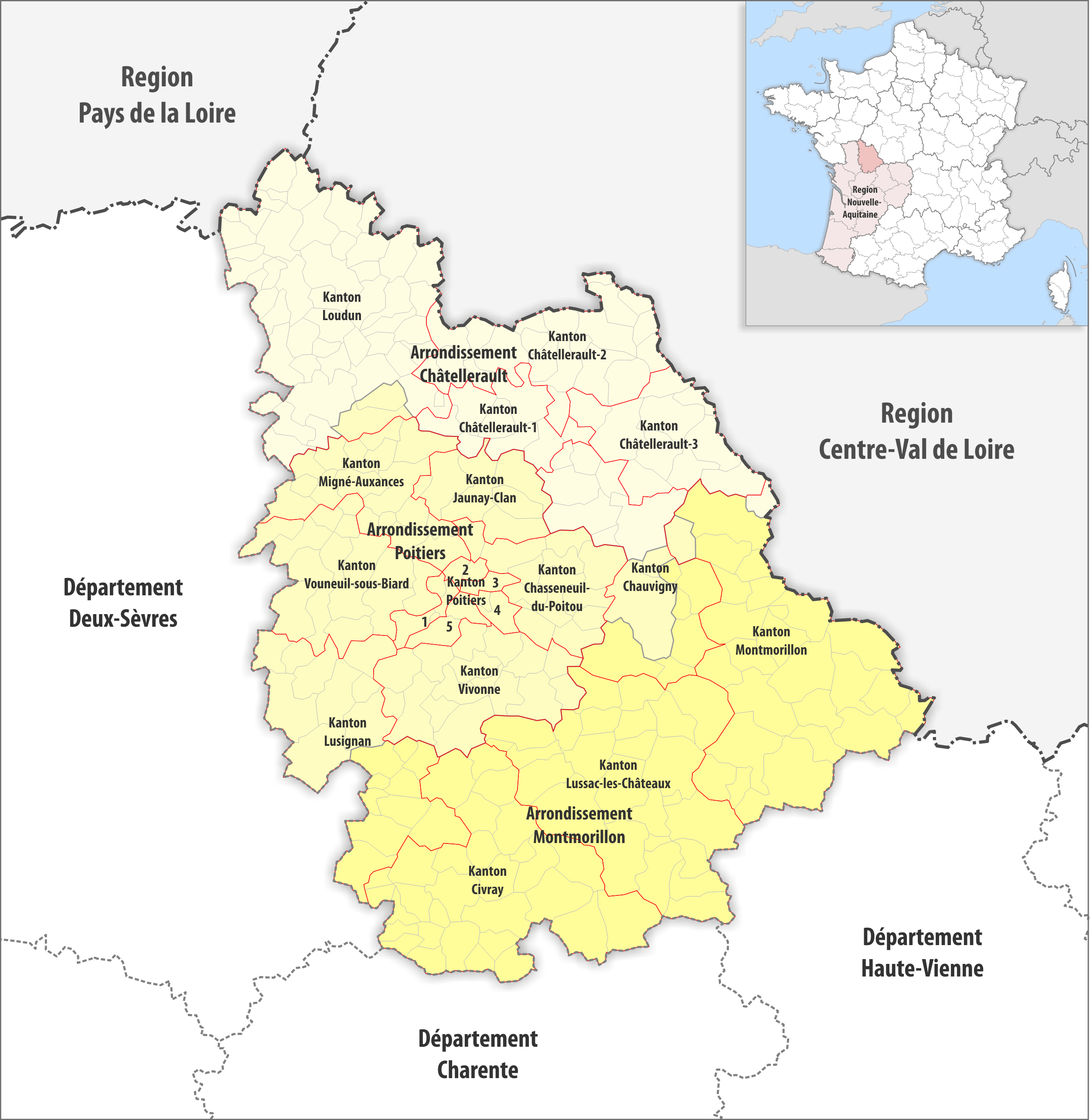
Carte du département

L’économie du département de la Vienne se caractérise par le poids encore important des activités agricoles. 68 % de la surface du département sont consacrés à l’agriculture, bien que le nombre des actifs agricoles ait été divisé par deux au cours des 15 dernières années. 
Les activités tertiaires, en particulier le commerce, ont connu un développement notable avec l’implantation de nombreuses grandes surfaces à la périphérie de Poitiers.
Les services ont un poids particulier dans l’économie départementale. Le Centre hospitalier universitaire de Poitiers, premier employeur public de la région, emploie 5 100 salariés.
Le Parc du Futuroscope, créé en 1987 par le département, est le plus gros succès économique de la fin du XXe siècle,
Le département de la Vienne qui, historiquement n’avait pas connu de crises économiques et sociales profondes, se trouve depuis la fin de la première décennie du XXIe siècle confronté à une chute brutale de son outil industriel et de l’ensemble des emplois de ce secteur. 

## Une économie polarisée

### Un axe dominant: Poitiers-Châtellerault
L’activité économique est extrêmement polarisée. Elle est concentrée sur les agglomérations. Celle de Châtellerault est dominée par l’industrie et celle de Poitiers par les services. L’aire d’influence de ces deux villes est vaste d’autant plus qu’il n’existe pas d’autres localités en mesure de les concurrencer. Le département est très dépendant du dynamisme économique de ces deux villes.
La Préfecture concentre une activité tertiaire très diversifiée et les services administratifs et sociaux. Le Grand Poitiers concentre une grande partie de la richesse économique du département et 33 % de la population y réside. Il abrite 38 % des activités de service et 24 % de l’industrie. Il a connu un dynamisme important durant la période 2001-2005 où 12 700 m2 de locaux industriels ont été construits en moyenne chaque année (contre 7 300 m2 durant les années 1997 à 2001).
L’économie du département, en dehors de l’axe Poitiers-Châtellerault, est largement dominée par l’agriculture.

### Les «Viennopôles»
Le Conseil général, en 2008, a lancé une initiative pour dynamiser l’ensemble du département. Ce fut le label « Viennopôle ». Il s’inspire des projets de parcs d’activité réalisés en Vendée sous le nom de « Vendéopôles ». L’objectif est de permettre l’émergence de pôles d’activités nouveaux en milieu rural. Le Conseil Général participe au financement des projets jusqu’à 25 % du cout en hors taxe. La subvention est plafonnée à 1 200 000 €. 
Pour bénéficier de ce label, le cahier des charges précise que la zone candidate doit répondre à six critères principaux :
- une implantation géographique à proximité immédiate de grands axes de transport routier,
- une surface minimale de 20 à 30 hectares ,
- être capable d’accueillir de grands projets,
- proposer une offre immobilière de qualité et des services aux entreprises,
- proposer une animation efficace,
- un aménagement répondant à des critères paysagers, environnementaux et architecturaux de grande qualité, ainsi qu'aux objectifs de développement durable définis par le Grenelle de l'environnement

La Vienne compte 9 Viennopôles  en 2015  :
- le Parc René Monory à Antran,
- le Parc René Monory à Châtellerault,
- le Viennopôle de Chauvigny,
- le Parc de la Pazioterie à Coulombiers ,
- le Viennopôle de Loudun;
- le Parc innovant de la Métallurgie et de l’Agroalimentaire à Chouppes-Mirebeau,
- le Pôle logistique des Minières à Payré ,
- le Pôle Technométal à Saint-Pierre-d'Exideuil ,
- le Parc Beauregard à Vouillé.

## L'économie productive

### Agriculture
Département à dominante rurale, la Vienne est caractérisée par une agriculture diversifiée liée aux multiples paysages. Plus de 5 000 exploitations occupent 68 % du territoire. Les productions végétales sont prédominantes dans le nord du département tandis que l’élevage s’est plutôt concentré dans le sud-est pour les ovins (68 % du cheptel) et dans l’ouest pour les caprins (10,4 % du cheptel total). La vigne est également bien présente avec principalement le Haut-Poitou, mais aussi le Saumur dans 7 communes du nord du département de la Vienne.
La Vienne rurale doit faire face à des difficultés démographiques, sociales et économiques structurelles. Le nombre élevé des communes (162) classées en « zone de revitalisation à titre permanent » illustre cette problématique. Dans cette aire agricole, il faut distinguer les secteurs de Loudun et de Montmorillon qui se distinguent par une petite concentration d’activités de services et d’industries qui apportent une certaine diversité économique au territoire. Mais cette diversité reste marginale.
En dehors des grandes exploitations, l’économie rurale a un poids relativement marginal. Les zones rurales sont en outre victime d’un cercle vicieux : la désertification entraine la perte de compétences au profit des centres urbains, ce qui accentue le déclin économique et le départ des jeunes.

#### L'emploi agricole
L'agriculture représente 4 % des emplois départementaux, mais cette proportion atteint 7 % avec les emplois indirects. Au total, l’agriculture et l'agroalimentaire représentent 12 % des emplois du département.
De 2000 à 2007, 660 exploitations agricole ont disparu dans le département, soit -16 %. Pour l’avenir, une inquiétude demeure quant à la pérennité et à la transmission de ces exploitations agricoles du fait du vieillissement la population agricole. En outre, c’est la tranche des moins de 40 ans qui est concernée par la baisse des effectifs. Ce phénomène concerne également dans une moindre mesure, la tranche des 40 à 49 ans. Ceci illustre les difficultés auxquelles sont confrontées les jeunes agriculteurs pour s’installer et faire perdurer leur exploitations.

#### La propriété foncière agricole
Dans le département de la Vienne
, 80 000 propriétaires privés ruraux détiennent 512 000 hectares de terres. Les propriétaires ruraux sont très majoritairement des personnes physiques. En effet, plus de 9 hectares sur 10 leur appartiennent. Les propriétaires ruraux de la Vienne sont globalement âgés, ce qui posera dans un avenir proche le problème de la transmission de ces terres et leur exploitation:
- Les 2/3 des personnes physiques propriétaires agricoles ont plus de 60 ans et possèdent les deux-tiers des surfaces.
- Les moins de 40 ans ne représentent que 7 % de l'effectif et seulement 4 % de la surface.
- Un quart des terres agricoles est détenu par des individus de plus de 80 ans.

6 hectares sur 10 sont détenus en pleine propriété et 4 hectares sur 10 en indivision, que l'indivision fasse suite à succession ou à achat par des conjoints. L'importance de l'indivision s'explique par deux phénomènes:
- Les enfants qui héritent et qui ne partagent pas les terres que celles-ci soient ou non mises en exploitation par un membre de fratrie.
- Les couples achètent les terres en communauté.

Ces 80 000 propriétaires disposent très majoritairement de petites surfaces. La moyenne détenue par un propriétaire rural est de seulement 6,40 hectares:
- 57 % des propriétaires possède moins de un hectare dont 50 % moins de 0,5 hectare. Ceci représente 3 % de la surface.
- 34 % possède entre 1 et 20 hectares. Ces domaines couvrent 28 % de la surface agricole.
- 6 % possède entre 20 et 50 hectares. Ces domaines couvrent 29 % de la surface agricole.
- 2 % possède entre 50 et 100 hectares. Ces domaines couvrent 25 % de la surface agricole.
- 1 % possède plus de 100 hectares. Ces domaines couvrent 15 % de la surface agricole. Parmi eux, environ 60 propriétaires ont des propriétés de plus de 200 hectares soit 3 % de la surface.

#### Les exploitations agricoles
Les exploitations de plus de 100 hectares représentent 30 % de l’ensemble des exploitations et cultivent 77 % de la SAU départementale.
Le département compte 5 160 exploitations lors du dernier recensement en 2010.
Les exploitations s’agrandissent, leur nombre régresse et les chefs d’exploitation de moins de 40 ans sont de moins en moins nombreux. Les exploitations, avec à leur tête un chef d’exploitation de moins de 40 ans, ne représentent plus que 18,9 % des exploitations contre presque 1/3 en 2000. Ils exploitent, en moyenne, 137 hectares, soit 20 hectares de plus qu’en 2000.

#### La production agricole
La surface boisée progresse de 6 % depuis 2000 alors que la surface agricole perd 0,5 %.
Le rang national des productions agricoles de la Vienne est le suivant :
- Melon: 5e rang,
- Asperge: 7e rang,
- Oléagineux: 8e rang,
- Tabac: 9e	rang,
- Céréales: 10e rang,
- Protéagineux: 31e	rang,
- Lait de chèvre: 2e rang,
- Viande caprine: 3e rang,
- Viande ovine:	7e 	rang,
- Viande bovine: 45e rang,
- Lait de vache: 50e rang,

##### Une agriculture dominée par la céréaliculture
Les surfaces agricoles en 2013 sont réparties comme suit  :
- les céréales : 50,8 %
- les oléagineux : 18,4 %
- les protéagineux : 0,6 %
- les fourrages annuels : 2,8 %
- les prairies temporaires : 15,7 %
- les prairies permanentes : 6,9 %
- la vigne : 0,4 %
- les légumes et les fruits : 0,5 %
- la jachère : 3,4 %
- divers : 0,6 %

La répartition des grandes cultures est la suivante  :
- Blé tendre et dur : 42 %.
- Orge d’hiver et de printemps : 8,9 %.
- Avoine : 0,5 %.
- Triticale : 1,9 %.
- Maïs : 18,4 %.
- Colza : 9,7 %.
- Tournesol : 16,6 %.
- Protéagineux : 0,8 % : La culture du pois représente 60 % de la surface en protéagineux.
- Autres céréales : 1,2 %.

La progression de la céréaliculture est continuelle. Elle occupe 70 % de la surface agricole. Elle est cultivée pour plus de la moitié par des exploitations céréalières spécialisées. Cette surface a augmenté de 6.9 % (+21 300 hectares ) depuis 2000 mais elle a surtout progressé entre 2000 et 2009 (+5.1 % : + 17 400 hectares). Parallèlement, depuis 2000, les surfaces en jachère ont régressé de 23 200 hectares (-60 %) au profit des céréales.
Le département de la Vienne participe à hauteur de 2.4 % de la production nationale de céréales en 2013, 3 % en oléagineux et 1.1 % en protéagineux.

##### Les autres productions agricole
- Les cultures légumières : elles occupent peu de surface mais représentent une activité économique agricole importante notamment pour la culture du melon. Depuis 2000, la culture du melon a perdu 33 % de sa surface. Elle se stabilise autour de 1 300 hectares depuis les six dernières années. Les surfaces reculent légèrement de 1,5 % entre 2012 et 2013. La surface en asperge est stable mais la production fluctue annuellement. Quant à la culture du poireau sa production régresse continuellement.

- Les cultures industrielles sont représentées par la culture du tabac. Le tabac de Virginie représente 84 % de la production totale et le tabac de Burley les 12 % restants. La production régresse fortement depuis les années 2010 (-60 % en 3 ans)

- La viticulture : depuis 2009, elle a perdu 31 % de sa surface totale et sa production a diminué de 19 %. 42 % de la vigne est classée en AOP et 34 % en IGP.

- La culture des fruits à coque est représentée par celle de la noisette. Après une forte progression de la production au cours des années 2000, la surface se stabilise à une trentaine d’hectares depuis le début des années 2010.

- La trufficulture : la récolte est estimée, selon des experts, à 200 kg avec 50 hectares en production sur les 300 hectares actuellement plantés. Ces surfaces sont détenues pour environ la moitié par des agriculteurs.

- Les surfaces fourragères : depuis 2000, elles ont fortement progressé : + 4 000 hectares. Elles se sont stabilisées à 16 100 hectares en 2012 et 2013. La composition de ces fourrages annuels a évolué au détriment de la culture du maïs d’ensilage qui a perdu presque 1 000 hectares depuis 2000 pour se stabiliser à environ 11 000 hectares depuis 2005. Au cours de la période 2000-2012 les surfaces en herbes sont restées quasiment stables aux alentours de 110 000 hectares. On note une progression des surfaces en prairies artificielles et temporaires au détriment des prairies naturelles ou semées depuis plus de six ans. La composition des surfaces fourragère se modifie au profit des surfaces cultivées (fourrages annuels, prairies artificielles et temporaires). La surface fourragère totale représente environ 126 000 hectares au cours de la période 2000-2013.

- Après un pic atteint sur la période 2008-2011 à 13 100 tonnes, la production de viande bovine baisse de 10 % en deux ans. Les réformes représentent 94 % de la production de viande bovine issue des femelles de races laitières, contre 56 % pour les races à viande. Pour les caprins et les ovins, les viandes issues des jeunes animaux assurent 84 % de la production. La baisse du cheptel reproducteur entraine mécaniquement une baisse de production de viande ovine après l’augmentation conjoncturelle constatée en 2012 due aux abattages causés par la sécheresse 2011.

- L’année 2013 confirme le décrochement des productions laitières. Il est plus important en lait de chèvre qui retrouve son niveau de production des années 2005 à 2008 après avoir atteint un pic à 620 000 hl en 2011. La production a chuté de 6 % sur un an et de 14,8 % sur deux ans. Des éleveurs abandonnent la production. La baisse du troupeau de chèvres est chiffrée à 3 %. Il en a résulté une relative pénurie de fromages de chèvre sur le plan régional en fin d’année. La production finale de lait de vache fléchit depuis 2008 alors que le cheptel de vaches laitières régresse depuis le milieu des années 1990. La production de lait de vache a encore diminué de 6 % sur un an soit 9,5 % depuis 2011. En 2012, le recul de la production du lait de vache pouvait être imputable aux effets conjugués de la flambée du coût de l’alimentation animale et de la baisse du prix du lait.

### Industrie
L’industrie s’est développée sur l’axe Poitiers-Châtellerault. Cette concentration résulte de la vocation industrielle historique du bassin d’emploi du Châtelleraudais et de la décentralisation menée depuis les années 1960 (Zone industrielle Nord, Zone industrielle du Sanital, Zone industrielle de Saint-Ustre à Ingrandes). Onze grands établissements de production représentent à eux seuls plus de 50 % de l’emploi industriel du département.
Deux domaines d’activités émergent :
- La mécanique automobile et aéronautique.
- la construction électrique et électronique.

### Services
Le département de la Vienne est historiquement tourné vers l’agriculture. 70 % du territoire et encore occupé, en 2009, par des sols agricoles contre 54 % en moyenne en France. Cependant, l’économie du département est aujourd’hui majoritairement orientée vers les services et vers les nouvelles technologies.
Au 1er janvier 2007, le nombre d’entreprises par secteur d’activité hors agriculture était le suivant :
- Industrie : 1 373, - 4,3 % entre 2000 et 2007,
- Construction : 2 217, + 17,7 % entre 2000 et 2007,
- Commerce : 3 046, - 1,7 % entre 2000 et 2007,
- Services : 7 452, + 26,9 % entre 2000 et 2007.

L’ouverture du Futuroscope en 1987, puis son succès au cours des années 1990, ont profondément marqué l’économie du département. Le Futuroscope, avec son parc et sa technopole reste au cœur du développement économique du département. Environ 200 entreprises tournées vers les activités de services et les nouvelles technologies s’y sont installées, notamment des entreprises d’informatique, de conseil et de télécommunication.
Il a permis de développer le marché du tourisme dans le département, et de créer 10 000 emplois directs ou indirects, notamment avec le développement de la Technopole du Futuroscope. Le site emploie environ 6 000 salariés.

## L’économie résidentielle
L’économie résidentielle regroupe les activités essentiellement destinées à satisfaire les besoins de la population locale permanente ou de passage. Cette activité regroupe celles qui sont liées aux services, à la santé, à l’action sociale, au commerce de détail, au transport de voyageurs, au tourisme, aux loisirs… Tout l’enjeu de l’économie résidentielle est d’apporter un autre regard sur la richesse potentielle d’un territoire. On ne se limite plus à la seule analyse de la capacité d’un département à produire de la richesse (PIB) mais aussi à sa faculté d’attirer des revenus.
Selon ce point de vue, trois enjeux se dégagent pour le développement économique de la Vienne pour les années à venir : celui des retraites, celui du tourisme et celui des migrations alternantes de travailleurs qui gagnent des revenus dans des pôles économiques dynamiques situés en dehors du département (Pays de la Loire, côte atlantique, région parisienne) mais qui en dépensent une partie significative sur leur lieu de résidence.
En 2006, les établissements économiques du département se répartissaient comme suit : 31,9 % dans le secteur productif, 38,6 % dans le secteur de l’économie résidentielle et 29,4 % dans la fonction publique.

### La répartition géographique de l’économie résidentielle
Le dynamisme de l’économie résidentielle, dans une première approche, peut s’analyser à partir du niveau d’attractivité des intercommunalités et des agglomérations peut s’apprécier par l’importance des mouvements migratoires définitifs, c’est–à-dire des migrants venus s’installer durablement sur le territoire départemental. Ainsi, trois groupements territoriaux peuvent être plus particulièrement soulignés : ce sont ceux dont le pourcentage de nouveaux résidents est supérieur à 30 % en 2006 par rapport à 2001   : La communauté de communes du Val Vert du Clain, la communauté de communes du Neuvillois et enfin la communauté d’agglomération de Poitiers (le Grand Poitiers). Les deux premières profitent, bien évidemment, du dynamisme économique et démographique de l’agglomération poitevine située à proximité.
En revanche, confirmant le déséquilibre constaté dans l’économie productive, un autre groupe d‘intercommunalité est à mettre en avant pour son évolution migratoire inférieure ou égale à 22 % :
- la communauté d’agglomération de Châtellerault, avec un accroissement de 21 % seulement de néo-résidents confirme une attractivité faible déjà constatée dans l’économie productive qui est liée à une industrie vieillissante et en phase de désindustrialisation. Cette évolution est d’autant plus marquée que Poitiers connait un puissant dynamisme ;
- La communauté de communes du Pays Loudunais, la communauté de communes du Montmorillonnais et la communauté de communes du Pays Charlois présentent également des chiffres inquiétants. La géographie économique apporte une première réponse à cette faible attractivité : ce sont les communautés de communes les plus éloignées des centres urbains du département.

Le contraste entre ces deux ensembles territoriaux se superpose parfaitement avec les évolutions de la population du département.

### Richesse et pauvreté dans la Vienne
L’économie résidentielle est affectée par le niveau des revenus perçus sur le territoire. Un niveau de revenu élevé favorise l’essor des services à la population.
Le revenu moyen imposable de l’ensemble des foyers fiscaux était de 19 974 €.
Les plus hauts revenus sont concentrés tout autour de la ville de Poitiers. D’une façon plus générale, la richesse est largement regroupée au sein de l’axe Poitiers-Châtellerault. Les plus bas revenus sont donc répartis dans un vaste espace autour des pôles urbains. Cet espace couvre la majeure partie du territoire viennois. Par ailleurs, c’est dans cet espace que la part des salaires dans les revenus peine à atteindre le seuil de 60 %.

### L’enseignement supérieur et la recherche
L’enseignement supérieur et la recherche sont un véritable atout pour l’économie départementale. La ville de Poitiers compte près de 24 000 étudiants, ce qui fait d’elle la première ville étudiante de France par rapport à sa population. La ville possède une vieille tradition universitaire puisque son université a été créée en 1431. C’est le principal pôle d’étude et de recherche de l’ancienne région Poitou-Charentes, puisque, sa principale concurrente, La Rochelle n’accueille que 8 000 étudiants. Cette spécificité est l’un des atouts les plus discriminants du département. Mais le fait d’être une ville pas très importante et l’intégration du département dans la nouvelle région Nouvelle-Aquitaine dont la capitale est, aussi, une ville universitaire (Bordeaux) en plein dynamisme apparaissent comme des fragilités.
L’Université est le deuxième employeur du département avec près de 3 000 salariés, derrière l’hôpital. L’Université est aussi un gros propriétaire immobilier avec 380 000 m2 de bâtiments tous sites confondus

### L’économie sociale
Elle représente un poids important dans l’économie départementale.
Globalement, le département a profité du dynamisme de ce secteur au sein de l’ancienne région Poitou-Charentes où 12,1 % de l’emploi dépendait de ce secteur avec un taux de croissance  de 3,7 % en 2006 par rapport à 2005. La région Poitou-Charentes était, en effet, la deuxième région de France pour le taux d’emploi en économie sociale. Le département de la Vienne accueillait près de 26 % des entreprises régionales du secteur .
Le nombre de petites structures est prédominant dans chacune des branches de l’économie sociale : associations, coopératives, mutuelles et fondations. Cependant, il existe également des établissements de grande taille au poids économique important. Ainsi, 10 associations (sur un nombre de 1 323)  et 6 coopératives (sur un nombre de 1 238 ), principalement du secteur bancaire), comptent plus de 100 salariés.
Les associations représentent une part non négligeable de l’activité économique du département. Le nombre d’associations employeurs (1 500) est très élevé au regard notamment des départements voisins de Charente (889) ou des Deux-Sèvres (1 155). L’emploi associatif comptait pour plus de 10 % des emplois du secteur privé de la Vienne en 2006 (10 % en Charente, 10 % en Charente-Maritime, 8,8 % dans les Deux-Sèvres, 9,8 % en moyenne en région Poitou-Charentes). C’est le taux le plus élevé de la région Poitou-Charentes. Il faut, toutefois pondéré ce pourcentage par le poids de la masse salariale des emplois associatifs au sein du privé qui n’est plus que de 8,2 %  (7,4 % en Charente, 8,4 % en Charente-Maritime, 6,6 % dans les Deux-Sèvres, 7,7 % en moyenne en région Poitou-Charentes).
Le système associatif est largement majoritaire au sein des structures  de l’économie sociale. 65 % des structures sont des associations contre 26 % pour les coopératives et 8 % pour les mutuelles. 
Le secteur social représenté notamment par l’aide à domicile, l’aide à l’enfance, l’aide aux handicapés… représente globalement, au niveau régional, un emploi sur deux. Ce secteur est, depuis plusieurs années, en plein développement. C’est un enjeu économique non négligeable pour le département puisqu’il questionne directement les politiques de solidarité tant entre les territoires qu’entre les générations.

### Commerces de proximité
Le secteur de services et commerces de proximité est un enjeu important pour le département. Son dynamisme garantit, en effet, la pérennité des emplois en zone rurale et est un des éléments essentiels de l’économie résidentielle. Le recul des commerces au sein du département a été nettement plus faible  qu’au sein de la région Poitou-Charentes ( - 0,6 % contre – 1,7 % ).
Malgré les difficultés des zones rurales, les communautés de communes ne semblent pas être confrontées à des déficits importants de petits commerces. L’offre reste toutefois très fragile. Sa pérennité  et sa viabilité se posent avec une acuité croissante.
Les réformes de La Poste ont conduit à la fermeture de bureaux de poste ou à leur transformation en simple relais. Les écoles, bien que couvrant encore tout le territoire, sont contraintes de fermer des classes notamment dans les zones à faible dynamisme démographique, notamment dans le sud du département.  La baisse de l’offre des services a pour conséquence que la population ira plus facilement dans les grands centres commerciaux urbains qui proposeront, en un même site, services et commerces, accentuant ainsi la désertification des communes rurales.

## Activités et emplois
En 2012, le département de la Vienne compte 143 253 salariés sur 172 465 actifs occupés. Sur la période 2009-2012, les effectifs stagnent. 10 % des actifs ont moins de 25 ans et 14,5 % ont plus de 55 ans. 30,5 % des actifs sont des employés et 25,5 % de professions intermédiaires.
Le taux de chômage en 2012 était de 10,0 %.
Le taux d’activité moyen est de 55,9 % en 2012 
Emplois par catégorie socioprofessionnelle :
- Agriculteurs exploitants : 3,3 % (2,2 % au niveau national),
- Artisans, commerçants, chefs d’entreprise : 5,4 % (6 % au niveau national),
- Cadres et professions intellectuelles supérieures : 12,2 % (15,4 % au niveau national),
- Professions intermédiaires : 23,5 % (24,6 % au niveau national),
- Employés : 30,7 % (28,7 % au niveau national),
- Ouvriers : 24,8 % (23,2 % au niveau national),

Les emplois par secteur d’activité étaient le suivant en 2006 pour un total de 170 824 postes. Leur nombre avait augmenté de 12 % durant la période 1999-2006
- Agriculture : 4,5 % (- 9 %),
- Industrie : 16,3 % (- 2 %),
- Construction : 6,9 % (+ 26 %),
- Tertiaire : 72,3 % (+ 16 %).

La fonction publique représente 45 100 emplois dont:
- 19 500 emplois dans la fonction publique d'État,
- 15 200 emplois dans la fonction publique territoriale,
- 10 400 emplois dans la fonction publique hospitalière.

Cette évolution du nombre et de la répartition des emplois traduit le dynamisme du secteur des services et le recul de l’industrie.